# 감은사지 서삼층석탑 사리장엄구
감은사지 서삼층석탑 사리장엄구(感恩寺址 西三層石塔 舍利莊嚴具)는 대한민국 경상북도 경주시 감은사지의 서삼층석탑(西 三層石塔)을 보수할 때 발견한 장치함이다. 1963년 1월 21일 대한민국의 보물 제366호로 지정되었다.

## 개요
감은사지 서삼층석탑 사리장엄구(感恩寺址 西三層石塔 舍利莊嚴具)는 경상북도 월성군 감은사터에 있는 경주 감은사지 동ㆍ서 삼층석탑(국보 제112호) 가운데 서쪽에 있는 석탑을 해체·수리하면서 3층 탑신에서 발견된 사리장치이다.
사리를 모시기 위한 청동제사각감과 그 안에 있던 사리기이다. 사리기를 넣었던 사리감은 청동으로 만들었는데, 발견 당시 몹시 부식된 상태였다.
사각형의 깊숙한 상자에 완만한 원뿔모양의 뚜껑이 있는 형태로, 전체 높이가 약 31cm정도 된다. 사리감의 네 옆면에는 각각 사천왕상이 1구씩 새겨져 있고, 그 양 옆에는 각각 동그란 고리가 달려 있다. 주위는 꽃무늬로 장식하였는데 이는 모두 동판에 따로 새겨 작은 못으로 고정시키고 있다. 가장자리에는 꽃과 잎무늬로 가득 메운 가는 장식판을 이용해 단을 돌렸는데, 뚜껑의 둘레에도 마찬가지로 단을 돌렸다.
네 문을 지키고 있는 사천왕상은 그 자세나 옷의 무늬가 중국 당나라의 조각상에서 많이 볼 수 있는 것이지만, 그 표현기법에 있어서는 오히려 중앙 아시아의 조각상과 비슷한 점을 발견할 수 있다.
청동으로 만든 사리기는 정사각형의 기단과 사리병을 모셔 둔 몸체, 그리고 수정으로 만들어진 보주의 3부분으로 이루어졌는데, 마치 목조 건축물을 연상케 한다. 사리기의 기단과 몸체 부분은
사리기의 기단은 안상을 새기고 신장상을 배치하였으며, 기둥을 세운 것 같은 느낌이 든다. 기단의 맨 위에는 난간을 돌리고, 그 안에 4개의 주악상과 4개 동자상을 따로 만들어 놓았다. 사리병은 고리가 달린 그릇모양의 외피속에 넣고, 그 위에는 수정으로 만든 보주를 올려 놓았다.
감은사터의 사리장치는 오랜 세월에 많이 부식되어 원형 그대로는 아니지만 각 부분에 나타난 섬세하고 조각이 아름다운 중요한 문화재이다.

## 같이 보기
- 감은사지
- 경주 감은사지 동·서 삼층석탑
- 감은사지 동삼층석탑 사리장엄구

## 참고 문헌
- 감은사지 서삼층석탑 사리장엄구 - 국가유산청 국가유산포털
- 본 문서에는 서울특별시에서 지식공유 프로젝트를 통해 퍼블릭 도메인으로 공개한 저작물을 기초로 작성된 내용이 포함되어 있습니다.
- 이 문서에는 다음커뮤니케이션(현 카카오)에서 GFDL 또는 CC-SA 라이선스로 배포한 글로벌 세계대백과사전의 내용을 기초로 작성된 글이 포함되어 있습니다.